# GR 20
GR 20 – szlak pieszy znajdujący się na Korsyce, przebiegający niemal przez całą wyspę w kierunku północ-południe. Często uznawany za najtrudniejszy szlak w Europie. Szlak znakowany jest na biało-czerwono. Nazwa szlaku pochodzi od francuskiego słowa Grande Randonnée, a liczba 20 nawiązuje do faktu, iż Korsyka w przeszłości była dwudziestym departamentem we Francji.

## Poziom trudności
Szlak jest przeznaczony dla zaawansowanych wędrowców. Wymaga on noszenia ze sobą swego bagażu, a za względu na niewielką ilość łóżek w schronisku wskazane jest korzystanie z namiotu. Poza nielicznymi łańcuchami w szczególnie niebezpiecznych miejscach, na szlaku nie ma żadnych innych ułatwień. Dość częste, zwłaszcza w części północnej są fragmenty wymagające wspinaczki oraz przeciskania się między skałami. Szlak na żadnym odcinku nie jest utwardzony poprzez specjalnie ułożone płyty skalne, wędruje się jedynie po wydeptanych ścieżkach.
Przez wiele dni jedynym źródłem zaopatrzenia w żywność są schroniska, więc wskazane jest wcześniejsze zakupienia pożywienia. Należy również pamiętać o zabraniu stosownej ilości wody, gdyż już na samym szlaku bardzo trudno o źródła wody, zwłaszcza w miesiącach letnich.
GR 20 wymaga od wędrowca odpowiedniego przygotowania fizycznego, ale poza butami górskimi nie jest wymagane żadne inne specjalne wyposażenie.

## Przebieg
Szlak biegnie w dużej części wzdłuż linii wododziałowej Korsyki, w obrębie Regionalnego Parku Przyrody z łączną różnicą poziomów ok. 10 000 m, a przewidywany czas pokonania całego szlaku to 14-15 dni, zakładając codzienne wędrowanie przez ok. 7 godzin. Najpopularniejsze jest pokonywanie szlaku z północy na południe. Zaletą pokonywania szlaku w odwrotnym kierunku, z południa na północ są łagodniejsze podejścia, jednak większość z nich pozostaje nasłonecznionymi niemal przez cały dzień.
Szlak podzielony jest na dwie części: północną i południową.

### Część północna
Część północna rozpoczyna się w mieście Calenzana, położonym nieopodal Calvi na północy Korsyki, skąd można się dostać za pomocą autobusu. W Calenzanie znajdują się liczne hotele i schroniska. Część północna kończy się w mieście Vizzavona, skąd pociągiem można się dostać do Bastii lub Ajaccio. Ta część GR 20 jest zdecydowanie trudniejsza od części południowej i przebiega w pobliżu najwyższych i najspektakularniejszych szczytów Korsyki - Monte Cinto, Monte d'Oro i Monte Rotondo. Szlak na krótkim odcinku jest ubezpieczony łańcuchami. Od 2016 roku zmieniono przebieg szlaku na najtrudniejszym odcinku, ponieważ w obrębie Cirque de la Solitude zginęło kilka osób wskutek pęknięcia i osunięcia się skał. Nowy przebieg szlaku prowadzi drogą podejściową ku Monte Cinto, choć sam szczyt omija.
Poszczególne etapy: Calenzana - Ortu di Piobbu lub Bonifatu (szlak alternatywny) - Carozzu - Asco Stagnu - Tighjettu - Ciottulu di I Mori - Castel de Vergio - Manganu - Petra Piana - L'Onda - Vizzavona.

### Część południowa
Rozpoczyna się w Vizzavonie, kończy się w Conca. Jest to łatwiejsza część GR 20.
Poszczególne etapy: Vizzavona - E Capannelle - Prati - Usciulu - Matalza - Asinao - Paliri - Conca

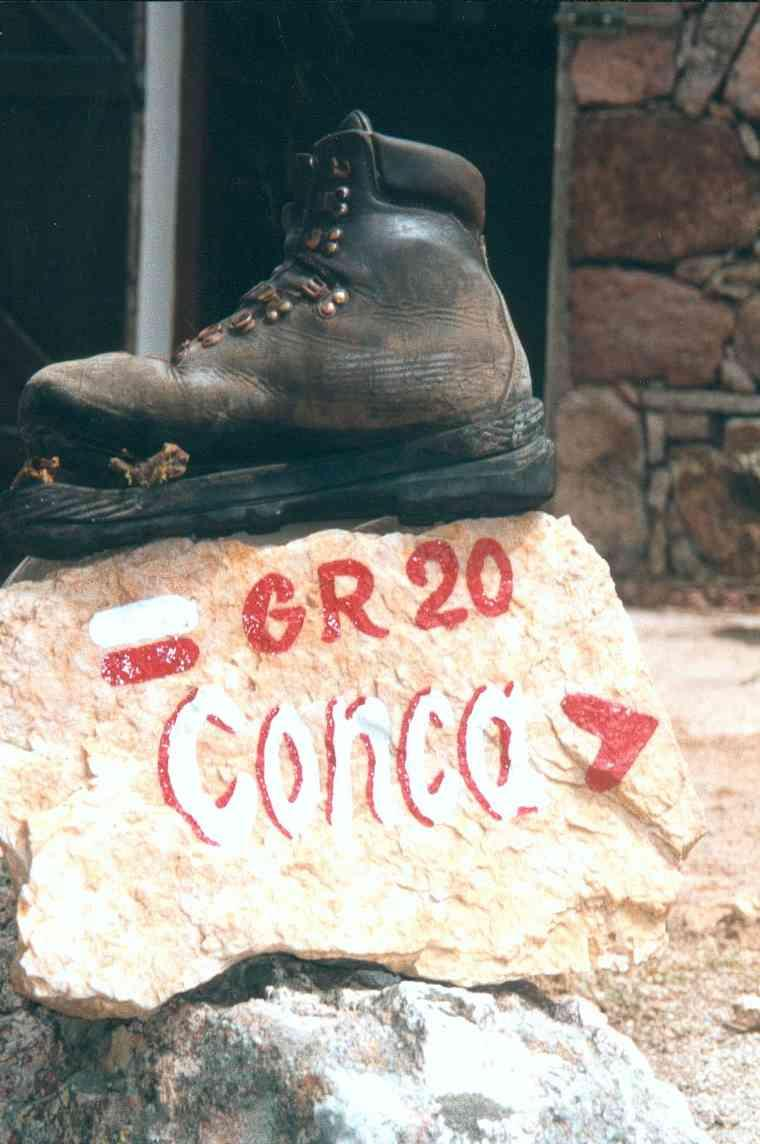
GR 20 na Korsyce jest bardzo poważanym pieszym szlakiem długodystansowym w Europie

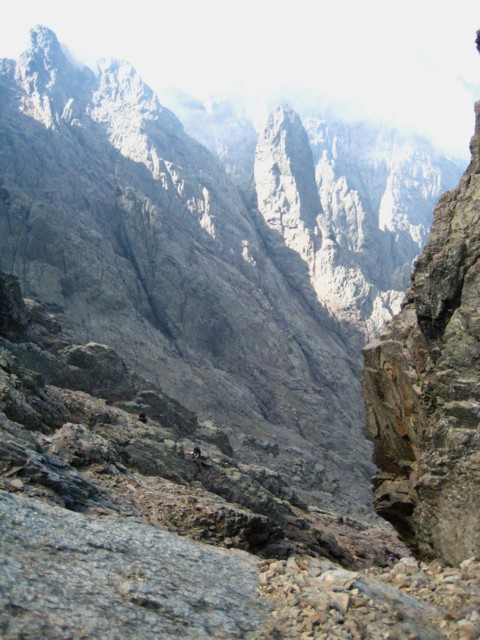
Cirque de la Solitude - najtrudniejszy fragment GR 20

## Nocleg
Szlak podzielony jest na etapy, a na końcu każdego znajduje się schronisko czyli tzw. refuge lub gîte d'etape. Przy każdym schronisku istnieje możliwość rozbicia namiotu i skorzystania z bieżącej wody, oraz zakupienia prowiantu. Niektóre ze schronisk udostępniają kuchenki gazowe dla turystów. Cena noclegu pod namiotem wynosi 7 euro od osoby. Ze względu na fakt, że szlak znajduje się obszarze ochrony przyrody, biwakowanie poza schroniskami jest zakazane.